# Leah Rabin
Leah Rabin, nata Schloßberg (Königsberg, 8 aprile 1928 – Petah Tiqwa, 12 novembre 2000), è stata la moglie del primo ministro israeliano Yitzhak Rabin, assassinato nel 1995.

## Biografia

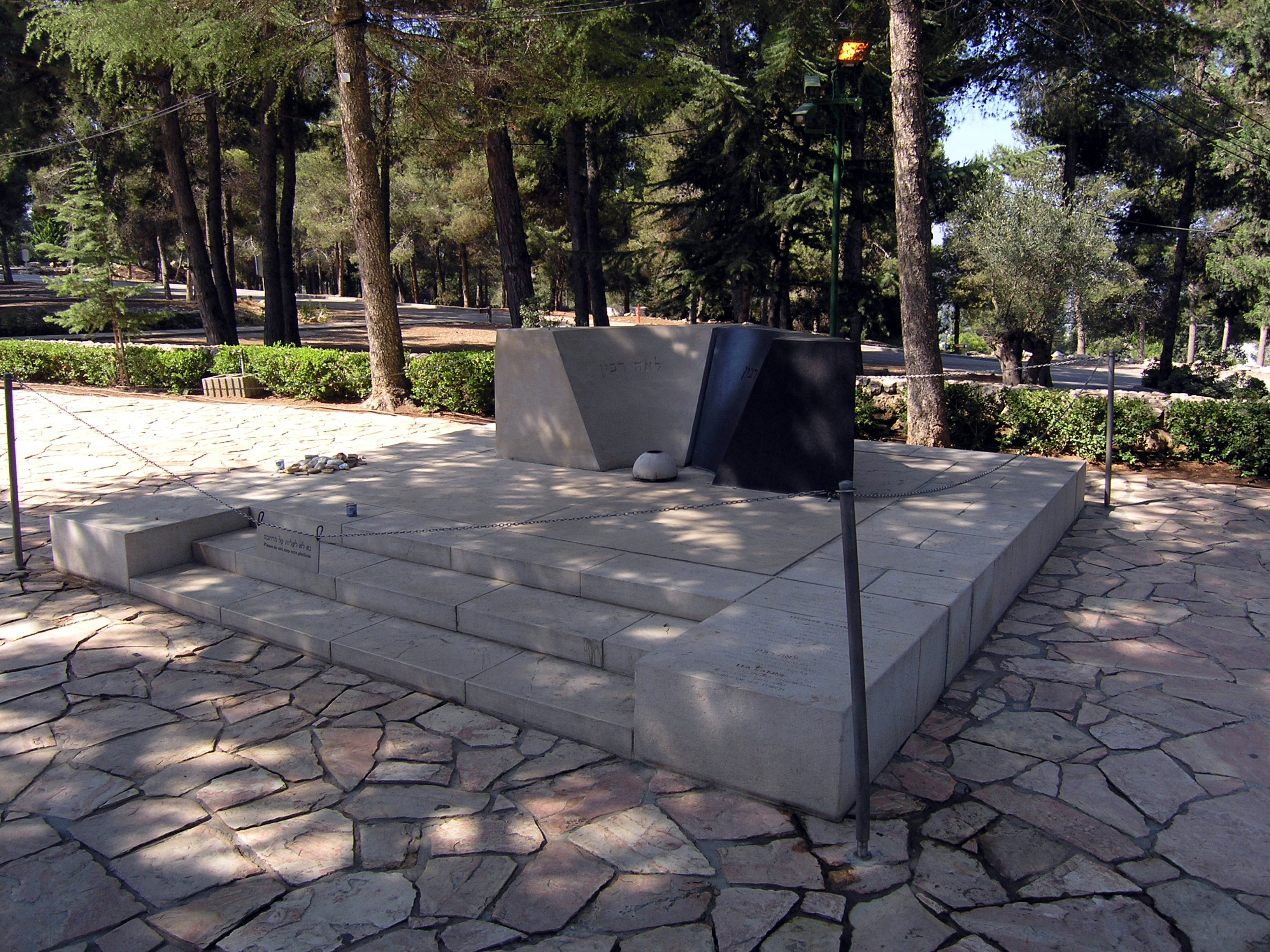
Le tombe di Yitzhak e Leah Rabin al Monte Herzl

Leah Rabin nacque a Königsberg nell'allora Prussia Orientale tedesca. Emigrò con la famiglia in Palestina nel 1933.
Nella Palestina sotto mandato britannico frequentò le scuole e conobbe il suo futuro marito, Yitzhak Rabin, che sposò nel 1948, anno della dichiarazione d'indipendenza israeliana.
Nel 1977, con un'inchiesta del giornalista Dan Margalit pubblicata su Haaretz, venne accusata di essere titolare di un conto in dollari statunitensi presso una banca di Washington, illegale a quel tempo in Israele. Conseguentemente a questo scandalo il marito presentò le sue dimissioni da primo ministro.
Leah appoggiò sempre gli sforzi del marito per risolvere i conflitti arabo-israeliani e portare la pace, continuando ad impegnarsi in questo senso anche dopo l'assassinio del marito. Scrisse anche un libro di memorie intitolato Rabin: Our Life, His Legacy (pubblicato in Italia col titolo Una vita insieme ).
Supportò Shimon Peres alle elezioni israeliane del 1996, chiedendo agli elettori di votare per lui per fare sì che la morte del marito non fosse "accaduta invano".
Espresse anche il suo disappunto al momento dell'elezione di Benjamin Netanyahu.
Durante la campagna per le elezioni del 1999 appoggiò Ehud Barak, ma durante il suo mandato divenne critica nei suoi confronti a causa dei negoziati per il compromesso territoriale a Gerusalemme.
Leah Rabin morì all'1:55 del 12 novembre 2000, presso il Rabin medical center di Petah Tiqwa a causa di un melanoma con metastasi ai polmoni. Aveva settantadue anni.
Nel 2005, con un sondaggio del giornale online israeliano Ynet per indicare i duecento più grandi israeliani di tutti i tempi, arrivò al centocinquantaduesimo posto, mentre il marito ottenne il primo.